# Cha-cha-cha (danse)
Cet article concerne la danse. Pour le genre de musique, voir Cha-cha-cha (musique). Pour les autres significations, voir Cha Cha Cha (homonymie).

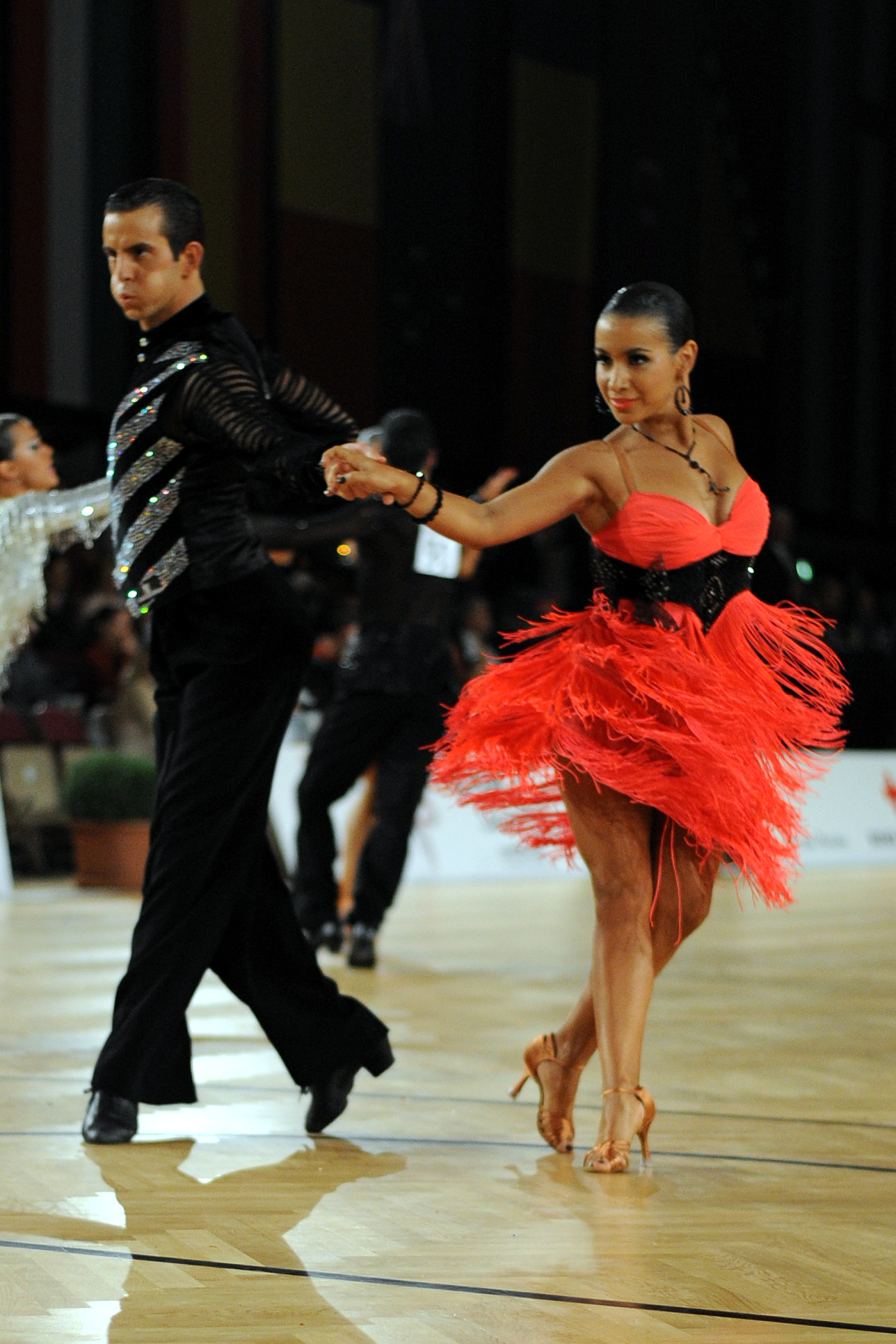
Danseurs de cha-cha-cha

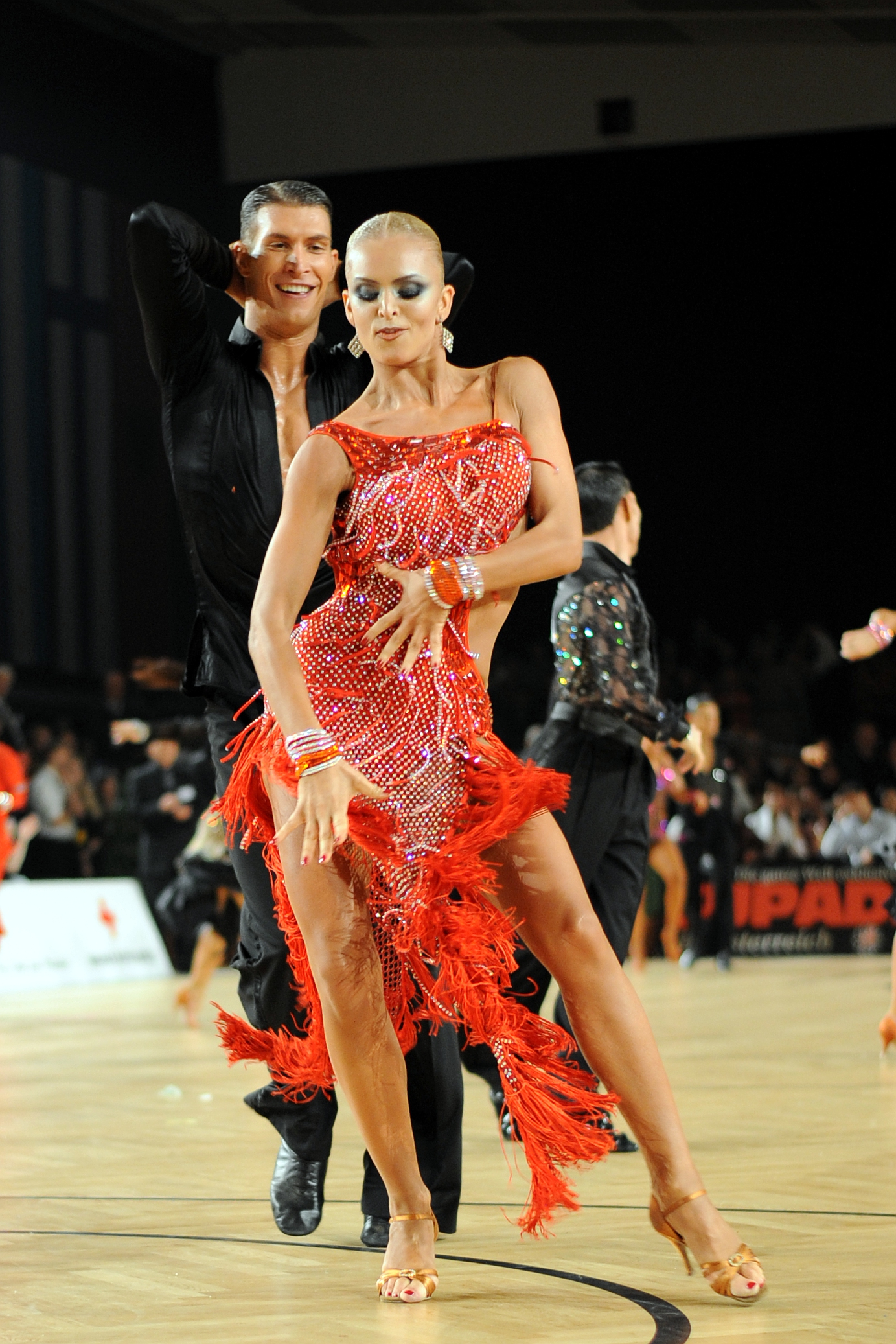
Les adultes dansent la danse cha-cha-cha lors de compétitions.

Le cha-cha-cha, aussi appelé parfois simplement cha-cha, est une danse de salon et une danse sportive. Sa version internationale fait partie des danses latines, alors que sa version américaine fait partie de l'American Rhythm.

## Historique
La danse cha-cha-cha est apparue en même temps que le genre de musique cha-cha-cha et partagent une partie de leur histoire. Le cha-cha-cha a est issu du mélange du danzón, du són cubain et du mambo. Le danzón, un style de danse et de musique, gagne en popularité à Cuba dans les années 1950. En incorporant des éléments de musique et de danse afro-cubaine, ce style se transforme en són cubain. Ce style évolue alors encore pour devenir le mambo, en incorporant des éléments swing. Finalement, le cha-cha-cha émerge d'une évolution du mambo. Enrique Jorrín, considéré comme précurseur du genre musical cha-cha-cha, avait réalisé que de nombreux danseurs avaient des difficultés à suivre les rythmes syncopés du danzón-mambo (en), et composa un morceau moins syncopé. Ce changement provoqua l'apparition d'un pas chassé chez les danseurs, la signature caractéristique du cha-cha-cha. Le nom de la danse, "cha-cha-cha", est une onomatopée du bruit que fond les chaussures des danseurs lors du pas chassé,.
La danse apparaît aux États-Unis vers 1954 et se propage en Amérique latine, en Amérique du Nord et en Europe au milieu des années 1950. Le cha-cha-cha devient l'une des danses les plus populaires des États-Unis en 1959. Pierre Lavelle, un professeur de danse anglais parti à Cuba, est reconnu pour avoir amené le cha-cha-cha en Europe. Il enseigna cette danse internationalement, et sa version est celle encore dansée aujourd'hui autour du monde comme danse de salon,.

## Description
La danse cha-cha-cha existe de nos jours en deux styles distincts, le style international, dansé tout autour du monde, et le style américain Rhythm, dansé principalement en Amérique du Nord. Le style international est plus complexe que le style américain, et si la possibilité survient, il est recommandé aux danseurs débutants de commencer par apprendre le style américain, par facilité. Les deux styles de la danse ont tout de même de nombreuses similarités: les pas sont relativement petits et de nombreux mouvements proviennent du bassin et des hanches, le chassé caractéristique est présent dans les deux styles et les genres musicaux sont identiques.

### Musique
Le cha-cha-cha est typiquement dansé sur de la musique cubaine ainsi que sur du rock ou de la pop latino. La musique est entrainante et n'est pas nécessairement du genre cha-cha-cha. Les pas sont constitués de deux pas lents et de trois pas rapides. On compte « deux-trois », « quatre-et-un », ce dernier correspondant au "cha-cha-cha" ayant donné son nom à cette danse. 
```
Temps:       1 . 2 . 3 . 4 . 1 . 2 . 3 . 4 . 1
------------------------------------------------------
Pas:         R|  L   L   R r R|  L   L   R r R|...

 Légende: R = Pas rapide coincidant avec un temps, r = Pas rapide entre les temps,
          L = Pas lent coincidant avec un temps
        | ... | = figure de base.
```

### Tempo
Le cha-cha-cha de style international se danse sur un tempo de 124 BPM dans les compétitions de la NDCA et sur un tempo de 120 à 128 BPM dans les compétitions de la WDSF, avec quatre temps par mesure,. Le cha-cha-cha de style international se danse hors compétition généralement aussi sur de la musique en 
 avec un tempo de 112 à 128 BPM,.
Le cha-cha-cha de style américain se danse sur un tempo de 120 BPM dans les compétitions de la NDCA, avec quatre temps par mesure. Le cha-cha-cha de style américain se danse hors compétition généralement aussi avec un tempo de 112 à 128 BPM.

## Figures du style international

### Pas de base
Le pas de base est effectué de la façon suivante :
- temps 2 : le danseur avance son pied gauche en transférant le poids du corps vers l'avant (la danseuse recule du pied droit) ;
- temps 3 : le danseur retransfère le poids du corps vers l'arrière (le danseur sur le pied droit - la danseuse sur le pied gauche) ;
- temps 4 et 1 : le danseur exécute un chassé vers la gauche (la danseuse vers la droite).

On recommence alors en inversant les rôles entre danseur et danseuse.
Une autre façon de danser le cha-cha-cha est le « carré » qui consiste à avancer d'abord le pied droit deux fois, puis à avancer le pied gauche à la même hauteur, puis reculer le pied droit d'un pas, puis reculer le pied gauche deux fois, puis le pied droit d'un pas, puis avancer le pied gauche d'un pas et recommencer avec le pied droit comme au début, et ainsi de suite.

### Principales figures
La société impériale des enseignants de danse (ISTD) (en) maintient une liste des figures autorisées selon les niveaux, présentée ci-dessous. Cette liste n'est pas figée ou exhaustive. D'autres organismes ou personnes privées peuvent ajouter des figures, en respectant le style fondamental de la danse.
| Figures de cha-cha-cha 1. Pas de base 2. Pivot danseuse à droite 3. Pivot danseuse à gauche 4. Pivot danseur à droite 5. Trois pivots 6. Tour sur place (Spot turn) 7. New York 8. Ouverture ou hand-to-hand 9. Cucaracha 10. Epaule contre épaule ou Shoulder-to-shoulder 11. Alemana 12. Tours alternés 13. Poursuite 14. Poursuite "indienne" 15. Carré 16. Carré tournant 17. Étoile américaine 18. Espagnole | Figures de cha-cha-cha (suite) 1. La cape ou body cross 2. Lambada 3. Tour du monde 4. Tour du monde à deux mains 5. Serviette turque 6. Berceau épaule 7. Berceau taille 8. Fan 9. Fan avec sortie en hockey stick 10. Boucle 11. Balance 12. Enroulé danseur en shadow 13. Bossu 14. Cuban break 15. Recul avec stop turn pointé 16. Passage sous le bras tourné 17. Natural spin turn |

### Détail de la figureNew York
Description d'une figure New York',, :
La figure commence sur un temps 2

- Au 2 d'un 2-3 avançant, G (le guideur) fait 1/4 de tour vers l'extérieur.

- Il pose PG (pied gauche) en avant. avec sa MG (main gauche), il tient la MD (main droite) de S (le suiveur) pour le guider.

- Son bras droit est levé quasiment à la verticale. G et S sont en miroir. Le couple est en position contre promenade ouverte.

Temps 3

- G et S reviennent en position initiale  

Temps 4 et 1

- G et S sont face-à-face. G lache la MD de S. Avec sa MD il prend la MG de S

Temps 2

- Au 2 du 2-3 reculant du pas de base, G fait 1/4 tour vers l'extérieur.

- Il pose PD en avant. Avec sa MD, il guide S par la MG.

- Son bras gauche est levé quasi à la verticale. G et S sont en miroir et en position promenade ouverte.

Temps 3

- G et S reviennent en position initiale  

Temps 4 et 1

- G et S sont face-à-face. G lache la MG de S. Avec sa MG il prend la MD de S

Retour au début